# Presidenza di Gerald Ford
La presidenza di Gerald Ford ebbe inizio il 9 agosto 1974, quando egli divenne Presidente degli Stati Uniti d'America a seguito delle dimissioni di Richard Nixon dalla sua carica di Presidente degli Stati Uniti, e terminò il 20 gennaio 1977, un periodo di 895 giorni. 
Gerald Ford, un repubblicano del Michigan, era stato Vicepresidente degli Stati Uniti d'America dal 6 dicembre 1973, quando entrò in carica a seguito delle dimissioni del suo predecessore, Spiro Agnew. 38º Presidente degli Stati Uniti, Ford fu il primo Presidente, e rimane tale tuttora, a non essere mai stato eletto né Presidente né Vicepresidente degli Stati Uniti. La sua presidenza terminò con le Elezioni presidenziali negli Stati Uniti d'America del 1976, che videro la vittoria del candidato democratico Jimmy Carter.
Ford assunse la carica a seguito dello scandalo Watergate e nello stadio finale della guerra del Vietnam, eventi che insieme generarono una nuova disillusione nelle istituzioni politiche americane. Il primo atto rilevante compiuto da Ford, appena assunta la carica di Presidente, fu quello di concedere a Nixon il "perdono presidenziale" per il ruolo che Nixon aveva avuto nello scandalo Watergate, provocando un grosso contraccolpo alla sua presidenza. Egli creò anche un programma di clemenza condizionata per i giovani americani renitenti al servizio militare nel Vietnam.
Gran parte dell'attenzione prestata da Ford alla politica interna fu rivolta all'economia, che subì un periodo di recessione tra il 1973 e il 1975. Dopo aver promosso un aumento delle imposte volto al contenimento dell'inflazione, Ford sostenne un taglio delle imposte volto a ringiovanire l'economia e promulgò due leggi di riduzione delle medesime. La politica estera dell'amministrazione Ford fu caratterizzata in termini procedurali dal maggior ruolo che il Congresso cominciò a giocare e il corrispondente calo dei poteri del Presidente. Superando la significativa opposizione congressuale, Ford proseguì le politiche di distensione di Nixon con l'Unione Sovietica.
Nelle elezioni presidenziali del 1976, Ford fu sfidato da Ronald Reagan, un leader dell'ala conservatrice del partito repubblicano. Dopo una serie di litigiose elezioni primarie repubblicane nel 1976, Ford ottenne la nomination del suo partito alla Convenzione Nazionale Repubblicana del 1976, ma nelle elezioni generali fu sconfitto con uno stretto margine da Carter. Nella classifica storica dei presidenti degli Stati Uniti d'America, Ford è posto in alto per la sua autorità morale ma in basso per la sua visione e capacità di impostare un programma di governo.

## Gabinetto ministeriale
Repubblicano
  Democratico
  Indipendente
| Ministero / Ufficio                                  |  | Titolare                    | Periodo   | Immagine |  |
| ---------------------------------------------------- |  | --------------------------- | --------- | -------- |  |
| Presidente degli Stati Uniti d'America               |  | Gerald Rudolph Ford         | 1974–1977 |          |  |
| Vicepresidente degli Stati Uniti d'America           |  |                             | vacante   | 1974     |  |
| Vicepresidente degli Stati Uniti d'America           |  | Nelson Aldrich Rockefeller  | 1974–1977 |          |  |
|                                                      |  |                             |           |          |  |
| Segretario di Stato                                  |  | Henry Alfred Kissinger      | 1974–1977 |          |  |
| Segretario del Tesoro                                |  | William Edward Simon        | 1974–1977 |          |  |
| Segretario della Difesa                              |  | James Rodney Schlesinger    | 1974–1975 |          |  |
| Segretario della Difesa                              |  | Donald Henry Rumsfeld       | 1975–1977 |          |  |
| Procuratore Generale                                 |  | William Bart Saxbe          | 1974–1975 |          |  |
| Procuratore Generale                                 |  | Edward Hirsch Levi          | 1975–1977 |          |  |
| Segretario degli Interni                             |  | Rogers Clark Ballard Morton | 1974–1975 |          |  |
| Segretario degli Interni                             |  | Stanley Knapp Hathaway      | 1975      |          |  |
| Segretario degli Interni                             |  | Thomas Savig Kleppe         | 1975–1977 |          |  |
| Segretario dell'Agricoltura                          |  | Earl Lauer Butz             | 1974–1976 |          |  |
| Segretario dell'Agricoltura                          |  | John Albert Knebel          | 1976–1977 |          |  |
| Segretario al Commercio                              |  | Frederick Baily Dent        | 1974–1975 |          |  |
| Segretario al Commercio                              |  | Rogers Clark Ballard Morton | 1975–1976 |          |  |
| Segretario al Commercio                              |  | Elliot Lee Richardson       | 1976–1977 |          |  |
| Segretario del Lavoro                                |  | Peter Joseph Brennan        | 1974–1975 |          |  |
| Segretario del Lavoro                                |  | John Thomas Dunlop          | 1975–1976 |          |  |
| Segretario del Lavoro                                |  | Willie Julian Usery         | 1976–1977 |          |  |
| Segretario della Salute e dei Servizi Umani          |  | Caspar Willard Weinberger   | 1974–1975 |          |  |
| Segretario della Salute e dei Servizi Umani          |  | Forrest David Mathews       | 1975–1977 |          |  |
| Segretario della Casa e dello Sviluppo Urbano        |  | James Thomas Lynn           | 1974–1975 |          |  |
| Segretario della Casa e dello Sviluppo Urbano        |  | Carla Anderson Hills        | 1975–1977 |          |  |
| Segretario dei Trasporti                             |  | Claude Stout Brinegar       | 1974–1975 |          |  |
| Segretario dei Trasporti                             |  | William Thaddeus Coleman    | 1975–1977 |          |  |
| Capo di gabinetto della Casa Bianca                  |  | Donald Henry Rumsfeld       | 1974–1975 |          |  |
| Capo di gabinetto della Casa Bianca                  |  | Richard Bruce Cheney        | 1975–1977 |          |  |
| Amministratore dell'EPA                              |  | Russell Errol Train         | 1974–1977 |          |  |
| Direttore dell'Ufficio per la gestione e il bilancio |  | Roy L. Ash                  | 1974–1975 |          |  |
| Direttore dell'Ufficio per la gestione e il bilancio |  | James Thomas Lynn           | 1975–1977 |          |  |